# Послаблення
Послаблення (рос. ослабление, англ. attenuance) — у спектроскопії — величина D, що визначається як від’ємний логарифм пропускання τ паралельного пучка при проходженні його через однорідне середовище.
Розрізняють два випадки:
D = – lgτ (десяткове послаблення),
та
De = – lnτ (натуральне послаблення).